# Vodikov sulfid
Vodikov sulfid je kemijska spojina s formulo H2S. Je brezbarven plin z neprijetnim vonjem po gnilih jajcih. Je težji od zraka, zelo strupen, jedek, vnetljiv in eksploziven.
Plin pogosto nastaja kot produkt bakterijske razgradnje organskih snovi v odsotnosti kisika, na primer v močvirjih in kanalizaciji. Nahaja se tudi v vulkanskih plinih, naravnem plinu, nekaterih vodnih vrelcih, nekaterih kamenih soleh (halit), predvsem v črni himalajski soli, ki se koplje predvsem v goratih predelov Pakistana. Majhne količine H2S proizvede tudi človeški organizem in služi za celično signaliziranje.
Vodna raztopina vodikovega sulfida je šibka žveplovodikova kislina.
Odkritje H2S se pripisuje švedskemu kemiku Carlu Wilhelmu Scheeleju (1777).
Nedavno so ugotovili, da postane pod velikim tlakom pri temperaturi 190 K superprevoden. To pomeni, da ima najvišjo do sedaj znano temperaturo superprevodnega prehoda.

## Lastnosti
H2S je malo gostejši od zraka. Zmesi z zrakom so eksplozivne. Na splošno je reducent in s  kisikom zgori v žveplov dioksid in vodo:
{\displaystyle {\begin{matrix}\mathrm {2\ H_{2}S+3\ O_{2}\longrightarrow 2\ SO_{2}+2\ H_{2}O} \qquad \Delta H^{0}=-1036,7\ {\frac {\mathrm {kJ} }{\mathrm {mol} }}\end{matrix}}}
Nastali SO2 lahko pri visoki temperaturi v prisotnosti katalizatorja reagira s H2S v elementarno žveplo in vodo. 
{\displaystyle {\begin{matrix}\mathrm {2\ H_{2}S+\ SO_{2}\longrightarrow 3\ S+2\ H_{2}O} \ \qquad \Delta H^{0}=-145,7\ {\frac {\mathrm {kJ} }{\mathrm {mol} }}\end{matrix}}}
Reakciji se izkoriščata v Clausovem postopku za pridobivanje žvepla iz vodikovega sulfida. V tem postopku se v prvi reakciji uporabi samo eno tretjino H2S, v drugi pa ostali dve tretjini.
Vodikov sulfid je dobro topen v vodi in deluje kot šibka žveplovodikova kislina, ki disociira v HS- ione (v raztopini 0,01-0,1 mol/L pri 18 °C je pKa = 6,9). Raztopina je sprva bistra, potem pa zaradi reakcije z raztopljenim kisikom, v kateri nastane žveplo, pomotni. Anion S2- je prisoten samo v zelo alkalnih vodnih raztopinah. Je izjemno bazičen s pKa > 14.
S kovinskimi ioni tvori sulfide, ki se lahko obravnavajo kot soli žveplovodikove kisline. Sulfidi so nekatere pomembne rude in minerali, ki so pogosto temno obarvani. 
Za ugotavljanje prisotnosti H2S v zraku se uporablja papir s svinčevim(II) acetatom, ki zaradi nastanka svinčevega(II) sulfida posivi.
Plinasti H2S v stiku s koncentrirano dušikovo kislino eksplodira.
Z alkoholi tvori tiole, ki so pomembne žveplove organske spojine. Iz metanola, na primer, nastane metantiol:
{\displaystyle \mathrm {\ CH_{3}OH+H_{2}S\longrightarrow CH_{3}SH+H_{2}O} }

## Priprava
Večina vodikovega sulfida se pridobiva iz naravnega plina z visoko vsebnostjo H2S. Pridobiva se lahko tudi z reakcijo vodika z raztaljenim žveplom pri približno 450 °C. Namesto vodika se lahko uporabijo tudi ogljikovodiki.
Proizvajajo ga tudi bakterije, ki reducirajo sulfate (ali žveplo). V okoljih z majhno koncentracijo kisika uporabljajo bakterije za oksidacijo organskih spojin namesto kisika sulfate (ali žveplo). Takšni procesi lahko potekajo tudi v gospodinjskih grelnikih za vodo. V njih je primerna temperatura, anoda (običajno magnezijeva) pa je vir sulfatnih ionov.
Standardna metoda za pripravo H2S v laboratoriju je reakcija železovega(II) sulfida z močno kislino v Kippovem aparatu:
{\displaystyle \mathrm {\ FeS+2\ HCl\longrightarrow FeCl_{2}+H_{2}S} }
Manj znana in bolj prikladna je reakcija aluminijevega sulfida z vodo:
{\displaystyle \mathrm {6\ H_{2}O+Al_{2}S_{3}\longrightarrow 3\ H_{2}S+Al(OH)_{3}} }
Plin nastane tudi s segrevanjem žvepla s trdnimi organskimi spojinami in redukcijo sulfuriranih organskih spojin z vodikom. 
Proizvodnja H2S je zaradi spremljajočih nevarnosti lahko zelo draga.

## Nahajališča
Majhne količine vodikovega sulfida so v surovi nafti. Zemeljski plin lahko vsebuje do 90 % H2S. V vulkanskih plinih in vročih (tudi hladnih) izvirih je nastal verjetno zaradi hidrolize sulfidnih mineralov:
{\displaystyle \mathrm {XS+H_{2}O\longrightarrow XO+H_{2}S} }
V izvirski pitni vodi pogosto nastaja zaradi bakterij, ki reducirajo sulfate. V majhnih količinah nastaja tudi v človeških prebavilih zaradi bakterijske razgradnje proteinov, ki vsebujejo žveplo. Če se razvija v ustih, povzroča slab zadah.
Del globalnih emisij žveplovega dioksida v okolje je posledica človekovih aktivnosti. Največji onesnaževalci so rafinerije nafte, v katerih v procesu odstranjevanja žvepla z vodikom nastaja vodikov sulfid. Nastali plin se lahko po Clausovem postopku pretvori v elementarno žveplo. Drugi veliki viri onesnaževanja so koksarne, tovarne celuloze, ki jo proizvajajo po sulfatnem postopku, in usnjarne. V naravi nastaja skoraj povsod, kjer pride elementarno žveplo v stik z organskimi spojinami, še posebej pri visokih temperaturah.
Leta 2011 so poročali, da so v Willistonskem bazenu, ki obsega dele Severne in Južne Dakote in Montane (ZDA) in Saskatchewana in Manitobe (Kanada) izmerili povečane koncentracije žveplovega sulfida, ki so verjetno posledica hidravličnega drobljenja skrilavcev in horizontalnega vrtanja za pridobivanje nafte in naftnega plina. Poleg ljudi in živali, ki živijo v neposredni bližini naftnih vrtin, so ogroženi tudi bolj oddaljeni prebivalci, ki so izpostavljeni vodikovemu sulfidu iz zraka in pitne vode, čistilnih naprav in deponij jalovine.

## Uporaba
Vodikov sulfid je surovina za več organskih žveplovih spojin, na primer metantiola, etantiola in tioglikolne kisline.
V reakcijah z bazami alkalijskih kovin nastanejo alkalijski hidrosulfidi in sulfidi, na primer natrijev hidrosulfid (NaHS) in natrijev sulfid (Na2S), ki se je uporabljal za razgradnjo biopolimerov, depilacijo, odstranjevanje dlake s surovih kož in izkuhavanje lignina v proizvodnji celuloze po sulfatnem postopku.
V kvalitativni anorganski analizni kemiji je pomembna kemikalija za analizo kovinskih ionov. Ioni težkih kovin in nekateri nekovinski anioni tvorijo različno obarvane netopne sulfide, ki se jih lahko loči po barvi ali s kasnejšim selektivnim raztapljanjem. V majhnem obsegu se uporablja tudi tioacetamid, ki nadomešča H2S kot vir sulfidnih ionov.
Reakcijo H2S s kovinskimi ioni, v kateri nastajajo netopni sulfidi, se izkorišča tudi za čiščenje z vodikovim sulfidom onesnažene vode in pridobivanje sulfidov. Pri plemenitenju kovinskih rud s flotacijo se uprašena ruda pogosto obdela s H2S, s čimer se poveča izkoristek ločevanja koncentrata od jalovine.
Z vodikovim sulfidom se včasih pasivirajo kovinski predmeti. Z njim se praviloma aktivirajo katalizatorji za odstranjevanje žvepla iz rafinerijskih plinov. 
Manj pomembno področje uporabe je ločevanje težke vode od navadne vode. 
Znanstveniki z Univerze Exeter so odkrili, da izpostavljanje celic majhnim odmerkom žveplovega sulfida lahko prepreči poškodbe mitohondrijev. Ko celica zboli, začnejo encimi v celici sami proizvajati majhne količine H2S. Odkritje bi morda lahko pripomoglo k preprečevanju možganske kapi, srčnih obolenj in artritisa. 
Vodikov sulfid bi lahko deloval tudi proti staranju, ker blokira destruktivne kemikalije v celicah, podobno kot antioksidant resveratrol iz rdečga vina.

## Varnost
Vodikov sulfid je zelo toksičen in vnetljiv plin. Je gostejši od zraka, zato se v slabo zračenih prostorih kopiči pri  tleh. Četudi ima na začetku zelo neprijeten vonj, hitro blokira voh, tako da se žrtev ne zaveda nevarnosti, dokler ni prepozno. Pred ravnanjem z njim je treba dobro preučiti njegov varnostni list.

### Toksičnost
H2S spada med strupe s širokim spektrom delovanja, se pravi da lahko zastrupi različne sisteme v telesu. Najbolj nevaren je za živčevje. Njegovo delovanje je podobno delovanju ogljikovega monoksida, ki tvori kompleksno vez z železom v mitohondrijskih citokromnih encimih in s tem prepreči celično dihanje.
Nekaj vodikovega sulfida nastaja v telesu v naravnih procesih, zato obstajajo tudi encimi, ki ga oksidirajo v nenevarne sulfate. Manjši odmerki plina zato niso nevarni.
Če je raven vodikovega sulfida previsoka, meja naj bi bila v povprečju 300-350 ppm, ga oksidativni encimi ne morejo več obvladovati. Delavci na nevarnih delovnih mestih zato nosijo detektorje, ki pri 5-10 ppm sprožijo opozorilni alarm, pri 15 ppm pa rdeči alarm. 
Zdravljenje zastrupljenih vključuje takojšnje inhaliranjem amil nitrita, injekcije natrijevega nitrita ali zaužitje  4-dimetilaminofenola v kombinaciji z vdihavanjem čistega kisika, uporaba kemijskih substanc, ki odpirajo dihalne poti, in v nekaterih primerih hiperbarična kisikova terapija. Slednja nima popolne podpore.
Kratkotrajna izpostavljenost nizkim koncentracijam H2S lahko povzroči draženje oči, vnetje grla in kašelj, slabost, težko dihanje in nabiranje tekočina v pljučih (pljučni edem). Ti učinki so verjetno posledica reakcije z alkalijami na vlažnih površinah tkiv, v kateri nastala alkalni natrijev sulfid. Simptomi običajno izginejo v nekaj tednih.
Dolgotrajna izpostavljenost nizkim koncentracijam H2S povzroči utrujenost, izgubo apetita, glavobol, razdražljivost, motnje spomina in omotico. Kronična izpostavljenost nizkim koncentracijam H2S (okrog 2 ppm) je med finskimi in ruskimi delavkami v tovarnah celuloze povečala verjetnost splava in reproduktivne težave. Na poročila ni (do leta 1995) nihče odgovoril.
Kratkotrajna izpostavljenost visokim koncentracijam vodikovega sulfida povzroči takojšen kolaps, prenehanje dihanja in zelo verjetno smrt. Če smrt ne nastopi, lahko zastrupitev povzroči kortikalno psevdolaminarno nekrozo, se pravi nekontrolirano smrt celic cerebralnega korteksa možganov, degeneracijo bazalnih ganglijev in možganski edem. Prenehanje dihanja je lahko takojšnje, lahko pa se odloži tudi do 72 ur.
- 0,00047 ppm ali 0,47 ppb je prag zaznavnosti - koncentracija, pri kateri 50 % ljudi zavoha prisotnost vodikovega sulfida, vendar ga ne prepozna.[24]
- 0.0047 ppm je hkrati prag prepoznavnosti – koncentracija, pri kateri 50 % ljudi zazna značilen vonj vodikovega sulfida in ga opiše kot »vonj po gnilih jajcih«.[24]
- 10 ppm je dovoljena mejna vrednost izpostavljenosti (8 urno ponderirano povprečje).[11]
- 10–20 ppm je meja, pri kateri začne plin dražiti oči.
- 20 ppm je maksimalna sprejemljiva koncentracija.[11]
- 50 ppm je maksimalna sprejemljiva deset minutna koncentracija v osem urni izmeni.[11]
- 50–100 ppm poškoduje oči.
- 100–150 ppm po nekaj vdihih paralizira vohalni živec in voh in s tem občutek za  nevarnost.[25][26]
- 320–530 ppm povzroči pljučni edem in morda smrt.[16]
- 530–1000 ppm močno stimulira osrednje živčevje in hitro dihanje in zatem prenehanje dihanja.
- 800 ppm je po 5 minutni izpostavljenosti smrtna koncentracija za 50 % ljudi (srednji smrtni odmerek, LD50).
- Koncentracije preko 1000 ppm celo po samo enem vdihu  povzročijo takojšnjo nezavest in prenehanje dihanja.

### Velike nezgode
Britanska vojska je v I. svetovni vojni leta 1916 dvakrat uporabila vodikov sulfid kot kemijsko orožje.  Plin so kmalu zatem izpodrinila bolj učinkovita kemijska orožja.
Med izbruhom vodikovega sulfida iz naftne vrtine v Denver Cityju, Teksas, je leta 1975 umrlo devet ljudi. 
Leta 2006 je, verjetno zaradi vodikovega sulfida, umrlo 17 ljudi na odlagališču nevarnih odpadkov v Abidjanu na Slonokoščeni obali. Nekaj tisoč ljudi je zbolelo. 
Leta 2014 so v malo pred tem odprtem nakupovalnem središču na Tajskem izmerili koncentracijo vodikovega sulfida 83 ppm. Nakupovalci so imeli težave z dihanjem, vnetje sinusov in razdražene oči. Vzrok za veliko količino strupenega plina je bilo neustrezno ravnanje in pomanjkljivo zbiranje odpadne vode v sami zgradbi.
Novembra 2014 je osrednji, vzhodni in jugovzhodni del Moskve prekril oblak vodikovega sulfida. Uradni vzrok zanj ni znan, zelo verjetno pa ga je povzročila moskovska rafinerija nafte.

### Prva pomoč
Vdihavanje vodikovega sulfida povzroči močan kašelj in težko dihanje (sopenje). Ponesrečenca je treba prenesti na svež zrak, ga toplo odeti in poiiskati zdravniško pomoč.
H2S lahko povzroči razjede na koži in očeh, ki povzročijo začasne motnje vida. Kontaminirana oblačila je treba sleči, in poškodovana mesta, predvsem oči, najmanj 15 minut spirati z vodo.
Zaužitje je malo verjeten način zastrupitve, ki zahteva takojšnjo zdravniško pomoč.

### Ravnanje
Vodikov sulfid se mora prevažati v vozilih, v katerih je prostor za voznika ločen od prostora za tovor. Skladišči se lahko samo v dobro prezračenih prostorih po predpisih za pline pod tlakom. Temperatura v prostoru ne sme preseči 50 ºC. V prostoru ne sme biti oksidantov in vnetljivih snovi, predvsem aminov, amonijaka, klora, etilenoksida, fluora, kisika, žveplovega dioksida in  dušikovega dioksida. 
Posodo, iz katere uhaja plin, je treba takoj zapreti in se umakniti iz nevarnega prostora.
Vodikov sulfid je vnetljiv in eksploziven. Primerni sredstvi za gašenje sta gasilni aparat in ponjave. Gasilci morajo biti opremljeni s kemično odporno obleko in samostojnimi dihalnimi aparati.
Voda, onesnažena z vodikovim sulfidom ni pitna in strupena za ribe in plankton.